# Chico Buarque de Hollanda Nº4
Chico Buarque de Hollanda Nº4 — студийный альбом бразильского автора-исполнителя Шику Буарки, выпущенный в 1970 году на лейбле Philips Records. Запись альбома началась ещё в Италии, где во время своего изгнания жил Буарки, и завершилась уже после его возвращения в Бразилию в 1970 году.

## Отзывы критиков
| Оценки критиков                   | Оценки критиков |
| Источник                          | Оценка          |
| --------------------------------- | --------------- |
| AllMusic                          | [ 1 ]           |
| The Encyclopedia of Popular Music | [ 2 ]           |

Рецензент AllMusic Алвару Недер написал: «Он только что вернулся после годичного пребывания в Европе, и ему было что сказать. В альбом вошли несколько бессмертных классических произведений, в том числе великолепные исполнения самбы „Essa Moça Tá Diferente“, „Agora Falando Sério“, „Gente Humilde“, „Rosa Dos Ventos“ и „Samba e Amor“, а также другие замечательные песни, которые, возможно, и не достигли достаточно высокого уровня признания, тем не менее, стали особыми моментами в музыке и поэзии».

## Список композиций
Слова и музыка всех песен Шику Буарки, за исключением отмеченных.
1. «Essa Moça Tá Diferente» — 2:48
2. «Não Fala de Maria» — 3:08
3. «Ilmo. Sr. Ciro Monteiro ou Receita Pra Virar Casaca de Neném» — 1:46
4. «Agora Falando Sério» — 1:55
5. «Gente Humilde» (Шику Буарки, Гароту, Винисиус ди Морайс)— 2:29
6. «Nicanor» — 3:10
7. «Rosa dos Ventos» — 2:41
8. «Samba e Amor» — 3:19
9. «Pois É» (Шику Буарки, Антониу Карлос Жобин) — 2:37
10. «Cara a Cara» — 2:53
11. «Mulher, Vou Dizer Quanto Te Amo» — 2:35
12. «Tema de „Os Inconfidentes“» (Сесилия Мейрелис, Шику Буарки) — 4:14

## Участники записи
- Вокал, гитара — Шику Буарки
- Продюсер — Маноэл Баренбейн